# Pheidole reichenspergeri
Pheidole reichenspergeri är en myrart som beskrevs av Santschi 1923. Pheidole reichenspergeri ingår i släktet Pheidole och familjen myror. Inga underarter finns listade i Catalogue of Life.